# Parigi-Camembert 1954
La Parigi-Camembert 1954, quindicesima edizione della corsa e valida come evento del circuito UCI categoria CB1.1, si svolse il 20 aprile 1954. Fu vinta dal francese Gilbert Bauvin.

## Ordine d'arrivo (Top 10)
| Pos. | Corridore         | Squadra              | Tempo |
| ---- | ----------------- | -------------------- | ----- |
| 1    | Gilbert Bauvin    | Gitane-Hutchinson    |       |
| 2    | Serge Blusson     | Stella-Wolber-Dunlop |       |
| 3    | Jean Guéguen      | Mercier-Hutchinson   |       |
| 4    | Henri Gremaux     | -                    |       |
| 5    | Claude Rouer      | La Perle-Hutchinson  |       |
| 6    | Eugene Tamburlini | Peugeot-Dunlop       |       |
| 7    | Robert Varnajo    | Gitane-Hutchinson    |       |
| 8    | Max Lefebvre      | Alcyon-Dunlop        |       |
| 9    | Alfred Tonello    | Alcyon-Dunlop        |       |
| 10   | Jean Gadras       | -                    |       |